# Laboulbenia polyphaga
Laboulbenia polyphaga är en svampart som beskrevs av Thaxt. 1892. Laboulbenia polyphaga ingår i släktet Laboulbenia och familjen Laboulbeniaceae.  Arten är reproducerande i Sverige. Inga underarter finns listade i Catalogue of Life.